# Úsměvy letní noci
Úsměvy letní noci (Sommarnattens leende, Smiles of a Summer Night) je autorský film ještě umělecky nevyzrálého začínajícího Ingmara Bergmana z roku 1955. Jedná se o svižnou odlehčenou komedií z autenticky podaného maloměšťáckého prostředí Švédska okolo roku 1900. Komika filmu se zakládá na dialozích a situacích, vzniklých nečekanými zápletkami mezi několika partnerskými dvojicemi.
Film byl příznivě přijat na Filmovém festivalu v Cannes. Úspěch filmu však brzy výrazně překonaly Bergmanovy Lesní jahody (1957) a Sedmá pečeť (1957).

## Ostatní zpracování námětu
Úsměvy letní noci jsou (například vedle Hadích vajec) jedním z Begmanových filmů inspirovaným Shakespearovým dílem. Děj filmu volně vychází z divadelní hry Sen noci svatojánské. Téma z tohoto snímku zpracoval později úspěšný broadwayský muzikál A Little Night Music (1973). Tento muzikál by mnohokrát uváděn i na jiných scénách a vznikl podle něj stejnojmenný hollywoodský film.